# Castanopsis ceratacantha
Castanopsis ceratacantha är en bokväxtart som beskrevs av Alfred Rehder och Ernest Henry Wilson. Castanopsis ceratacantha ingår i släktet Castanopsis och familjen bokväxter. Inga underarter finns listade.